# Погребізька Олена Володимирівна
Олена Володимирівна Погребізька (1 жовтня 1972 , Каменка (Виборзький район), Ленінградська область ) — російський режисер і сценарист документального кіно, журналістка, музикант — лідерка гурту Butch . Художній керівник студії «Партизанець», член Академії російського телебачення.

## Біографія

### Ранні роки
Народилася 1 жовтня 1972 року у селищі Кам'янка Ленінградської області Російської РФСР.
У 1988 році вступила на факультет російської філології Вологодського державного педагогічного університету, який закінчила у 1992 році.

### Кар'єра
Першим місцем роботи Погребізької став вологодський телеканал «ТВ-7», однак у тому ж 1993 році вона переїхала до Москви, щоб вступити на відділення телебачення факультету журналістики МДУ (закінчила в 1997 році). Спочатку працювала редактором та кореспондентом на телеканалах ВКТ та «Марафон-ТВ». Ще не закінчивши університет, почала працювати політичним коментатором у програмі «Час» на 1-у каналі Останкіно (ГРТ). Тут вона готувала репортажі про хворобу Бориса Єльцина, про війну в Косові та гарячі точки: Чечню та Інгушетію.
2001 року Погребізька залишила журналістику і зайнялася музикою професійно. Вона була лідером гурту Butch. У неї вийшло чотири альбоми, останній «Credo» вийшов у жовтні 2007 року, після чого Олена завершила музичну кар'єру.
В 2005 році Погребізька опублікувала книгу «Щоденник артиста». У 2007 році вийшла наступна її книга, «Сповідь чотирьох», присвячена Ірині Богушевській, Ганні Герасимовій (Умка) та Світлані Сурганової, а також документальний фільм «Все одно я встану», героїнями якого стали ці ж музиканти.
У 2007 році на каналі «РЕН ТВ» вийшов наступний фільм Погребізької «Продавець крові» про саратовського письменника Ігоря Алексєєва, який боровся з раком і в результаті з самою смертю. У 2008 році з цим фільмом Олена стала лауреатом російської телевізійної премії ТЕФІ. У 2009 році Олена Погребізька вдруге стала володаркою премії «Тефі» у номінації «Найкращий телевізійний документальний фільм» за фільм «Доктор Ліза» («РЕН ТВ») про Єлизаветі Глінці, лікаря, яка допомагає безнадійно хворим.

Цей фільм ["Лікар Ліза"] мав цифри, які теж удвічі-тричі перевищували цифри наші звичайні в прайм. Ми зібрали за час ефіру 32 тисячі доларів — люди слали свої смски, це дуже багато, щоправда. І потім слідами цього фільму ми провели живий концерт, де абсолютно безкоштовно найкращі рок-музиканти країни виступили, і всі гроші пішли у фонд доктора Лізи теж.
— Оксана Барковська, продюсерка «РЕН ТВ»
З 2010 року Погребізька є членом Академії російського телебачення, входить до складу журі премій «Лавр» та ТЕФІ-регіон.
У 2011 році Олена Погребізька була ведучою новинної передачі «Тут і зараз» на телеканалі «Дождь»}}.
Фільм Погребізької 2013 року «Мамо, я уб'ю тебе» викликав суспільний резонанс на рівні уряду РФ . Віце-прем'єр Ольга Голодець доручила міністерствам розібратися у ситуації . Було проведено реформу законодавства, що стосується дітей-сиріт. Також фільм отримав нагороди на багатьох міжнародних кінофестивалях.

Фільм — найвірніший спосіб донести емоції. За допомогою кіно будь-якій людині, яка сидить у залі, проблеми іншої стануть дуже зрозумілими. Це краще, ніж будь-які промови та заклики.
— Олена Погребизька
.
У 2014 році вона отримала гран-прі за внесок у документальне кіно та інтернет-премію в галузі інтернет-медіа Internet Media Awards (IMA).

### Суспільна діяльність
20 лютого 2009 року Погребізька разом із Земфірою та іншими музикантами виступила на благодійному «Живому концерті» у Палаці культури імені Горбунова у Москві. Кошти від продажу квитків на захід пішли на створення першого в Росії госпісу для приречених неонкологічних хворих на підтримку фонду «Справедлива допомога» Єлизавети Глінки .
У червні 2012 року Погребізька підписала листа на підтримку Марії Альохіної та Надії Толоконнікової з групи Pussy Riot, засуджених за акцію в храмі Христа Спасителя
20 червня 2022 року Олена Погребізька в інтерв'ю ексмузикантки на YouTube «Скажи Гордеевой» різко засудила напад Росії на Україну. Вона переконана, що путінський уряд повинен бути покараний за розв'язання повномасштабної війни. Однак зірка не має чіткої позиції щодо анексії Криму. За словами Погребізької, вона сприймає подорожі на окупований півострів як споживач та турист, а тому їй байдуже, у складі якої країни живуть кримчани.
|  | "Я категорично проти того, що відбувається в Україні. Я засуджую воєнні дії в Україні і вважаю, що це злочин. Я не намагаюсь повісити відповідальність за це на своїх співгромадян, а адресую це владі. Вона буде покарана, але я не знаю, коли і як", – заявила Олена Погребізька. |

## Творчість

### Вибрана фільмографія
- 2020 — «Мамо, я уб'ю тебе — 2» — продовження документального фільму про дитячий інтернат
- 2019 — «Синя чайка»[20]
- 2017 — «Справа Андрєєвої»
- 2017 — «Тонкий і товстий»
- 2015 — «Васька»
- 2014 — «Хлопчаки з вулиці Свободи»
- 2013 — «Мамо, я уб'ю тебе»[21][22] — режисер . Документальний фільм про дітей в інтернаті у Великому Количеві .
- 2012 — «Панічні атаки»
- 2010 — «Посттравматичний синдром» («Теорія страху»[3])[23] (П'ятий канал)
- 2009 — «Доктор Ліза» — режисер . Продюсер " РЕН ТВ " Оксана Барковська. Документальний фільм про Доктора Лізу (Єлизавету Глінку).
- 2008 — «Продавець крові»[24] — режисер . Продюсер «РЕН ТВ» Оксана Барковська. Документальний фільм про смертельно хворого письменника Ігоря Олексієва[6] .
- 2007 — «Все одно я встану» — автор, сценарист . Режисер Михайло Соловйов. Документальний фільм про музикантів Світлану Сурганову, Умку, Ірину Богушевську .
- 2005 — «Віола Тараканова. У світі злочинних пристрастей-2» — актриса (епізод). Зіграла роль співачки Ламе у третьому фільмі сезону «Мікстура від косоокості».

### Дискографія
- 2003 — Butch
- 2003 — Романси
- 2005 — Смолоскип
- 2007 — Credo

## Нагороди
Нагороджена преміями ТЕФІ (2008, 2009), " Лавр " (2008), " Сталкер " (2013).
- 2020 — Премія «Редколегія» за відео про двох дівчат з Уфи, які відкрили клініку в Гватемалі[25]
- 2014 — Гран-прі за внесок у документальне кіно та інтернет-премію в галузі інтернет-медіа Internet Media Awards (IMA)[15]
- 2014 — NorCal International Film Festival (США) — Приз за найкращий документальний фільм — фільм «Мамо, я уб'ю тебе»[26]
- 2014 — Black Maria International Film Festival (США) — 3-е місце за режисерську майстерність — фільм «Мамо, я уб'ю тебе»[26]
- 2014 — Pesaro International Film Festival (Італія). Приз Amnesty International — фільм «Мамо, я уб'ю тебе»[26]
- 2013 — Премія імені Анатолія Приставкина кінофестивалю " Сталкер " — фільм «Мамо, я уб'ю тебе»[26]
- 2009 — Премія ТЕФІ за найкращий телевізійний документальний фільм — фільм «Доктор Ліза»[10]
- 2008 — Премія ТЕФІ за найкращий телевізійний документальний фільм — фільм «Продавець крові»[8]
- 2008 — Премія " Лавр " за найкращий повнометражний телевізійний фільм — фільм «Продавець крові»[24] .
- 2008 — Приз за найкращий документальний фільм на 4 кінофестивалі неігрового кіно «Фрески півночі» — фільм «Продавець крові»[1] .
- 2008 — Диплом у номінації «Автор сценарію» на II Фестивалі соціально значущих телепрограм та телефільмів «Герой нашого часу» — фільм «Продавець крові»[1] .